# Vollstreckungsanordnung
Die Vollstreckungsanordnung ist ein Begriff aus dem Zwangsvollstreckungsrecht. 
Eine Behörde kann ihre (meist eigenen) Forderungen nur durchsetzen, wenn sie eine Vollstreckungsanordnung erteilt. 
Die gesetzliche Grundlage ist das Verwaltungs-Vollstreckungsgesetz (VwVG) (des Bundes) vom 27. April 1953 i.d. F. vom 17. Dezember 1997 und die entsprechenden Verwaltungsvollstreckungsgesetze der Länder.
Nach den Vorschriften des § 3 VwVG sind Voraussetzungen für die Einleitung der Vollstreckung:
- der Leistungsbescheid, durch den der Schuldner zur Leistung aufgefordert worden ist;

- die Fälligkeit der Leistung;

- der Ablauf einer Frist von einer Woche seit Bekanntgabe des Leistungbescheides oder, wenn die Leistung erst danach fällig wird, der Ablauf einer Frist von einer Woche nach Eintritt der Fälligkeit

- Vor Anordnung der Vollstreckung soll der Schuldner ferner mit einer Zahlungsfrist von einer weiteren Woche besonders gemahnt werden.

Aufgrund der Vollstreckungsanordnung kann der Vollziehungsbeamte tätig werden.
Gegen die Vollstreckungsanordnung sind die gleichen Rechtsmittel wie gegen den Grundlagenbescheid möglich.